# 陳兼善
陳兼善（1898年1月22日—1988年8月21日），字達夫，號得一軒主人，男，浙江諸暨人，中国動物學家，著有《台灣脊椎動物志》、《普通動物學》等書。 为中国鱼类学研究在20世纪的发展做出了重要贡献。

## 生平
陳兼善於1931年到1934年間留學法國，1934年5月到英國，在大英博物館研究，9月結束留學生活。
1945年10月隨陳儀到台灣，接收臺灣總督府博物館，改名「臺灣省博物館」，並擔任館長。1945年12月應國立臺灣大學羅宗洛代理校長聘，出任國立臺灣大學教授兼總務長兼動物學系主任（行政職都是首任），仍兼臺灣省博物館館長。
1947年5月台灣省行政長官公署改組為台灣省政府，臺灣省博物館變成新設教育廳的所屬機關（陳儀時期是和教育處平行的行政長官公署所屬機關），改名「臺灣省立博物館」（現國立臺灣博物館，1999年7月1日起直屬行政院文化建設委員會），他仍擔任館長。1955年4月去職，任館長10年，奠定初步規模。
1956年轉任台中市東海大學生物學系教授兼主任，1966年退休。1972年移民美國。
1982年回到中國大陸，曾任第六届全国政协委员。1988年在上海病逝。